# Правила приобретения
Правила приобретения (англ. Rules of Acquisition, по другому — «Заповеди стяжательства») — сборник священных деловых пословиц вымышленной ультракапиталистической расы, известной как ференги в франшизе «Звёздный путь».
Первое упоминание о правилах во вселенной «Звёздного пути» было в серии «Нагус» телесериала «Звёздный путь: Глубокий космос 9» (сезон 1, эпизод 10). В более поздней серии «Глубокого космоса 9», «Маки: Часть 1», Саконна (вулканец) просит Кварка (ференги) объяснить, что такое Правило приобретения. Он заявляет: «Каждая деловая сделка ференги регулируется 285 правилами приобретения, чтобы обеспечить справедливую и честную сделку для всех заинтересованных сторон ... во всяком случае, для большинства из них».

## Предыстория
Первое Правило было создано Гинтом, первым Великим Нагусом Альянса Ференги, ролью с политическими, экономическими и даже квазирелигиозными обязанностями. Говорят, что Правила были вдохновлены Богом и священны (таким образом, продвигая первоначальный маркетинговый ход).
Хотя в «Звёздном пути» было заявлено, что существует 285 правил, согласно канону. Большинство Правил были написаны Айрой Стивен Бер, сценаристом «Звёздного пути: Глубокий космос 9», в книге «Правила приобретения ференги» (ISBN 0-671-52936-6). На обложке книги авторство указано как «Кварк, как сказал Айре Стивен Бер». Дополнительные правила были опубликованы в «Легендах о ференги» (ISBN 0-671-00728-9) Бером и Робертом Хьюиттом Вулфом, другим сценаристом «Звёздного пути: Глубокий космос 9», когда Бер был исполнительным продюсером сериала.
В серии «Фальшивая прибыль» сериала «Звёздный путь: Вояджер» упоминается книга, содержащая все Правила:

Полный и полностью аннотированный со всеми 47 комментариями, всеми 900 основными и второстепенными суждениями, всеми 10 000 взвешенных мнений. Есть правило для каждой мыслимой ситуации». Также есть примечание к «Неписаному правилу»: «Когда не применимо подходящее правило ... придумай его».

## Внешние ссылки
- Rules of Acquisition. memory-alpha.fandom.com. - правила, изложенные в каноне сериала.
- Ferengi Rules of Acquisition. memory-beta.fandom.com. - правила, в том числе те, которые можно найти в связанных романах и других неканонических источниках.